# Den gående malle
Den gående malle (Clarias batrachus) kan blive op til 60 cm. Den lever i Sri Lanka, Indien, Burma, Bangladesh, Thailand, Malaysia, Singapore, Indonesien, Filippinerne. Den kan gå længere strækninger over fugtig land.
Den er undsluppet fra farme i Florida og kan derfor findes i det meste af Florida og er af og til til fare for trafikken.